# Hard’n’Soft
Hard’n’Soft — российский ежемесячный журнал о цифровой технике и компьютерных технологиях, издававшийся с апреля 1994 по декабрь 2012 года. По данным исследований TNS Gallup Media, журнал входил в тройку лидирующих изданий среди ежемесячной ИТ-прессы.. В последний год работы, по утверждению «Национальной тиражной службы», при фактическом тираже 10 000 экземпляров, издание указывало в журнале 92 000, тем самым завышая его в 8,7 раза. После закрытия журнала, Hard’n’Soft продолжил работу в качестве онлайн-издания, перестав обновляться с октября 2015 года, а с 2018 стал недоступен.

## Редакция
- Главный редактор: Антон Шарапов
- Редактор (железо): Максим Логинов
- Ведущий редактор (софт и интернет): Александр Евдокимов
- Выпускающий редактор: Максим Малкин
- Редактор новостей: Сергей Лосев
- Литературный редактор: Надежда Щетинина

### Главные редакторы
- апрель 1994— январь 1997 гг. — Игорь Багров
- февраль 1997— апрель 1999 гг. — Константин Зимин
- май 1999— декабрь 2002 гг. — Вячеслав Соболев
- 2002— февраль 2005 гг. — Петр Давыдов
- март 2005— март 2007 гг. — Роман Соболенко
- апрель  2007— июль 2010 гг. — Алекс Карабуто
- октябрь 2010—2012 гг. — Андрей Кокоуров
- 2012—2014 гг. — Антон Шарапов
- 2014 г.—до закрытия — Максим Логинов (онлайн-издание)

## Рубрики
Каждый номер Hard’n’Soft содержит большое количество информации, которую можно разделить по следующим критериям:
- новости компьютерной индустрии, анализ событий;
- результаты тестирований аппаратного и программного обеспечения;
- новости интернета, обзор web-сайтов;
- обзоры игр.